# Mirabile Dictu 2015
Die fünfte Ausgabe des Mirabile Dictu Filmfestival fand 2015 statt. 
Das Festival fand vom 22. bis zum 24. Juni 2015 statt. Teil der Jury war unter anderem Norbert Blecha. Die Preisverleihung wurde von Armando Torno moderiert.

## Vergebene Auszeichnungen
Im Jahr 2015 wurde der Silberfisch (Pesce d'Argento) in fünf Kategorien vergeben und zusätzlich ein Sonderpreis vergeben.

### Bester Film
| Filmtitel              | Regisseur              | Produktionsland    |
| ---------------------- | ---------------------- | ------------------ |
| Flow                   | David Martínez Álvarez | Spanien            |
| Felices los que lloran | Marcelo Torcida        | Paraguay           |
| Full of Grace          | Andrew Hyatt           | Vereinigte Staaten |

Ausgezeichnet als Bester Film wurde Felices los que lloran von Marcelo Torida. Der Silberne Fisch wurde von Remo Girone und seiner Frau Victoria Zinny-Girone übergeben.

### Bester Kurzfilm
| Filmtitel             | Regisseur      | Produktionsland    |
| --------------------- | -------------- | ------------------ |
| Bird of Prey          | Dan Cortes     | Vereinigte Staaten |
| In my Brother’s Shoes | Lucia Mauro    | Vereinigte Staaten |
| For you               | Charles Sawaia | Libanon            |

Ausgezeichnet als Bester Kurzfilm wurde In my Brother’s Shoes von Lucia Mauro.

### Bester Dokumentarfilm
| Filmtitel                    | Regisseur              | Produktionsland    |
| ---------------------------- | ---------------------- | ------------------ |
| M et le troisième secret     | Pierre Barnérias       | Frankreich         |
| I misteri del Santo Sepolcro | Luca Trovellesi Cesana | Italien            |
| Right Footed                 | Nicholas Spark         | Vereinigte Staaten |

Ausgezeichnet wurde Right Footed von Nicholas Spark. Der Film handelt von der Pilotin Jessica Coy, die keine Arme besitzt. In ihrer Anwesenheit wurde der Silberne Fisch für den besten Dokumentarfilm von Franco Perrazzolo übergeben.

### Bester Regisseur
| Regisseur              | für den Film           | Produktionsland |
| ---------------------- | ---------------------- | --------------- |
| Marcelo Torcida        | Felices los que lloran | Paraguay        |
| Javier Martinez-Brocal | The Secret of Thérèse  | Frankreich      |
| Marco Gandolfo         | Bisagno                | Italien         |

Ausgezeichnet wurde Marcelo Torida für den Film Felices los que lloran.

### Bester Schauspieler
| Schauspieler   | für Leistung in      | Regisseur              | Produktionsland |
| -------------- | -------------------- | ---------------------- | --------------- |
| Chadi Haddad   | For you              | Charles Sawaia         | Libanon         |
| Lee Yon-Ji     | Giovanni and Rugalda | Kim Soo Hyeung         | Südkorea        |
| Juan del Santo | Flow                 | David Martínez Álvarez | Spanien         |

Ausgezeichnet wurde Juan del Santo für seine Schauspielleistung im Film Flow.

### Capax Dei Foundation Award
Der Capax Dei Foundation Award wurde 2015 an den Film La Madonna del parto von Alessandro Perrella vergeben.